# Britt Lower
Britt Lower, née le 2 août 1985 à Heyworth (Illinois), est une actrice américaine.
Elle est principalement remarquée pour ses rôles dans les séries télévisées, Liz dans Man Seeking Woman, Tanya Sitkowsky dans Unforgettable et Helly R. dans Severance.

## Biographie
Britt Lower est née le 2 août 1985 à Heyworth dans l'état de l'Illinois. Elle est la fille de Steven Lower et de l'artiste de peinture corporelle Mickey Lower,. Après être sortie du lycée de Heyworth en 2004, elle obtient un diplôme de Bachelor of Science en communication à la Northwestern University en 2008.
Elle apprend son métier d'actrice avec les groupes d'improvisation de Chicago Upright Citizens Brigade et ImprovOlympic.

## Carrière
De 2011 à 2014, elle tient le rôle récurrent de l'experte en technologie Tanya Sitkowsky dans la série télévisée Unforgettable.
En 2015, elle obtient ce qui est considéré comme le rôle qui l'impose dans le paysage des séries télévisées, dans la comédie Man Seeking Woman, diffusés sur FXX où elle campe Liz Greenberg, la sœur du personnage principal. Elle interprète également Sarah Finn dans la série originale Casual sur Hulu. Elle apparait également dans des publicités pour Verizon.
Á partir de 2022, elle tient le rôle principal de Helly R./Helena Eagan dans la série télévisée Severance, produite par Ben Stiller et diffusée par Apple TV+ (deux saisons déjà diffusées en 2022 et en 2025 et une troisième en préparation)  , aux côtés des acteurs Adam Scott (avec qui elle avait déjà tourné dans Ghosted), John Turturro, Zach Cherry et Patricia Arquette.

## Filmographie

### Cinéma

#### Longs métrages
- 2012 : Revenge for Jolly! de Chadd Harbold : Mary Ann
- 2012 : The Letter de Jay Anania : Kathleen
- 2013 : Mutual Friends de Matthew Watts : Trish
- 2013 : Beside Still Waters de Christopher Lowell : Olivia
- 2015 : Sisters de Jason Moore : Mlle Geernt
- 2015 : Don't Worry Baby de Julian Branciforte : Anna
- 2015 : The Shells de Max Finneran : Alex
- 2015 : Those People de Joey Kuhn : Ursula
- 2016 : Domain de Nathaniel Atcheson : Phoenix
- 2017 : Mr. Roosevelt de Noël Wells : Celeste Jones
- 2020 : Holly Slept Over de Joshua Friedlander : Audra
- 2024 : The Shallow Tale of a Writer Who Decided to Write About a Serial Killer de Tolga Karaçelik : Suzie
- 2024 : Darkest Miriam de Naomi Jaye : Miriam Gordon

#### Courts métrages
- 2008 : Imogen de Matt Tomko : Natalie
- 2011 : Benny to Benny de George Manatos : May
- 2012 : The Worst de Larry J. Cohen : Ryan
- 2012 : Roomie d'Anastasia Frank : Sarah
- 2013 : One Trick Dieter de Zachary Kerschberg : Ellen
- 2014 : Re: Jess de Talia Alberts : Jess
- 2016 : How to Lose Weight in 4 Easy Steps de Benjamin Berman : Rachael
- 2016 : Swell de Bridget Savage Cole : Ana
- 2016 : The Shadow Hours de Kyle Higgins : Dorothy
- 2018 : Faith de Kymberly Harris : Padma
- 2018 : Staycation de Tim Wilkime : Jill
- 2018 : A Civilized Life de Victoria Keon-Cohen : Jack
- 2020 : Circus Person d'elle-même : Ava (également scénariste)
- 2020 : Show Pony de Meghan Lennox : Kate

### Télévision

#### Séries télévisées
- 2010 : Big Lake : Meg
- 2011 - 2014 : Unforgettable : Tanya Sitkowsky
- 2012 : New York, unité spéciale (Law and Order: Special Victims Unit) : Jess Hardwick
- 2012 : A Gifted Man : Nina
- 2015 - 2017 : Man Seeking Woman : Liz Greenberg
- 2016 : Casual : Sarah Finn
- 2016 : Bad Internet : Rayne
- 2017 : Wrecked ː Les Rescapés (Wrecked) : Margot Wallace
- 2017 : Pillow Talk : Emma
- 2017 - 2018 : Ghosted : Claire
- 2017 - 2019 : Future Man : Jeri Elizabeth Lang
- 2019 : High Maintenance : Lee
- 2019 : Philadelphia (It's Always Sunny in Philadelphia) : Lisa
- 2022 : American Horror Stories : Fay Mallow
- 2022 / 2025 : Severance : Helly R. / Helena Eagan